# 스쿠비 두, 게스 후?
《스쿠비 두, 게스 후?》(영어: Scooby-Doo and Guess Who? 스쿠비-두 앤드 게스 후?[*])는 부메랑에서 방영하는 미국의 TV 애니메이션이다. 《스쿠비 두》 시리즈 작품 하나이다.

## 등장인물
스쿠비 두 (Scooby Doo)
섀기 로저스 (Shaggy Rogers)
프레드 존스 (Fred Jones)
벨마 딩클리 (Velma Dinkley)
데프니 블레이크 (Daphne Blake)

## 에피소드

### 시리즈 개요
| 시즌 | 시즌 | 에피소드 | 에피소드 | 방송 날짜       | 방송 날짜       | 방송 날짜 |
| 시즌 | 시즌 | 에피소드 | 에피소드 | 시즌 시작       | 시즌 종료       |           |
| ---- | ---- | -------- | -------- | --------------- | --------------- | --------- |
|      | 1    | 26       | 13       | 2019년 6월 27일 | 2019년 9월 19일 |           |
|      | 1    | 26       | 13       | 2020년 7월 22일 | 2020년 7월 22일 |           |
|      | 2    | 26       | 15       | 2020년 10월 1일 | 2021년 2월 1일  |           |
|      | 2    | 26       | 11       | 2021년 10월 1일 | 2021년 10월 1일 |           |